# Malcolm St. Clair
Malcolm St. Clair (Los Angeles, 17 maggio 1897 – Pasadena, 1º giugno 1952) è stato un regista, sceneggiatore, produttore cinematografico e attore statunitense.

## Biografia
Figlio di un famoso architetto, Malcolm St. Clair nacque e studiò in California. Lavorò come cartoonist per il Los Angeles Express prima di entrare nel mondo del cinema come comparsa alla Keystone nel 1915. Dopo aver prestato servizio militare nella prima guerra mondiale, ritornò a lavorare nel cinema.
Allievo di Mack Sennett, St. Clair fece l'attore in molti film, specialmente nelle comiche. Passò quindi dietro alla macchina da presa, dirigendo oltre un centinaio di pellicole e producendone cinque tra il 1915 e il 1948. Suo fratello, Eric St Clair, era pure lui sceneggiatore ed attore. Diresse la maggior parte degli ultimi film di Laurel e Hardy alla 20th Century Fox.

## Filmografia

### Regista
- Don't Weaken! (1920)
- Il maniscalco (The Blacksmith), co-regia di Buster Keaton – cortometraggio (1922)
- Twin Husbands – cortometraggio (1922)
- Fighting Blood (1923)
- Rice and Old Shoes, co-regia di Carter DeHaven (1923)
- The Trouble with Wives (1925)
- Donna di mondo (A Woman of the World) (1925)
- Lei e l'altra (Good and Naughty) (1926)
- La granduchessa e il cameriere (The Grand Duchess and the Waiter) (1926)
- I signori preferiscono le bionde (Gentlemen Prefer Blondes) (1928)
- Sporting Goods  (1928)
- Lo specchio dell'amore (Beau Broadway) (1928)
- È arrivata la squadra (The Fleet's In) (1928)
- La canarina assassinata  (The Canary Murder Case) (1929)
- L'ultimo viaggio (Side Street) (1929)
- Evviva il pericolo! (Welcome Danger), co-regia di Clyde Bruckman (1929)
- La più bella vittoria (Night Parade) (1929)
- Un marito fuori posto (Montana Moon) (1930)
- Dangerous Nan McGrew
- La banda dei fantasmi (Remote Control), co-regia di Nick Grinde e Edward Sedgwick (1930)

- Un dramma sull'oceano (Crack-Up) (1936)

- Everybody's Baby (1939)
- La famiglia Jones a Hollywood (The Jones Family in Hollywood) (1939)
- Quick Millions (1939)
- Hollywood Cavalcade, co-regia di Irving Cummings, Buster Keaton (1939)
- Young as You Feel (1940)
- Meet the Missus (1940)

- Young as You Feel (1940)

- Over My Dead Body (1942)

- Gli allegri imbroglioni (Jitterbugs) (1943)
- Maestri di ballo (The Dancing Masters) (1943)
- Il grande botto (The Big Noise) (1944)
- I Toreador (The Bullfighters) (1945)

### Attore
- The Camera Cure, regia di Herman C. Raymaker – cortometraggio (1917)
- Twin Husbands, regia di Mal St. Clair – cortometraggio (1922)